# Alexandru Odobescu, Călărași
Alexandru Odobescu (în trecut, Barza) este un sat în comuna cu același nume din județul Călărași, Muntenia, România.